# Grubson
Tomasz Iwańca (Rybnik, Polonia, 28 de enero de 1986), más conocido por su pseudónimo GrubSon, es un rapero y compositor polaco de reggae y hip hop. Iwańca comenzó su carrera artística a finales de los años 90, siendo integrante de varios grupos como 3oda Kru, Sila-Z-Pokoju y Super Grupa; también ha colaborado con otras bandas y cantantes polacos como East West Rockers Sound System, Junior Stress, Miodu & Frenchman, Abrabad, Natural Dread Killaz, DJ FEEL-X, Rahim, Ras Luta, Dreadsquad o DonGURALesko. En 2009 publicaría su primer álbum en solitario, titulado O.R.S.

## Discografía

### Álbumes en solitario
- N.O.C. (2002)[4] (no oficial)
- Siła-Z-Pokoju Mixtape (mixtape, 2009)[4] (no oficial)
- O.R.S. (2009)[4]
- Spiesz się powoli (2009)[4]
- Coś więcej niż muzyka (2011)[6]
- Gruby brzuch (2012)[7]
- Holizm (2015)
- Gatunek L (2017)
- Akustycz(nie)Zupełnie (2020)

### Otros
- Wolość słowa (con W.S.quad, 2002)[4] (no oficial)
- Parchastyczny Mikstejp (con 3oda Kru, 2009)[8]